# Quận Tây, Gia Nghĩa

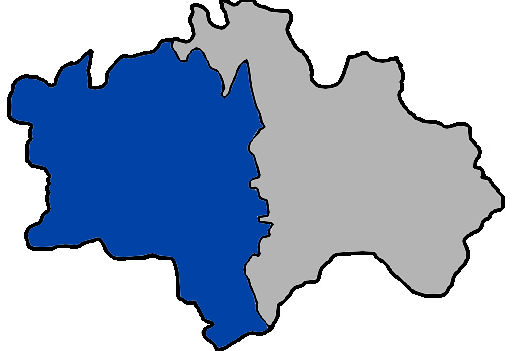
Vị trí tại thành phố Gia Nghĩa

Quận Tây (tiếng Trung: 西區; bính âm: Xi Qū, Han Việt: Tây khu) là một khu (quận) của thành phố Gia Nghĩa, tỉnh Đài Loan, Trung Hoa Dân Quốc (Đài Loan). Quận chiếm phần phía tây của thành phố và mang đặc điểm của cả thành thị lẫn nông thôn. Diện tích của quận là 30,9064 km², dân số vào tháng 8 năm 2011 là 147.062 người thuộc 51.475 hộ gia đình, mật độ cư trú đạt 4758,3 người/km².